# 田辺日太
田辺 日太（たなべ にちた、1967年6月23日- ）は、日本の俳優。
所属事務所はアートタッチ。出身は神奈川。
作家の高山なおきとともにダブルエッジという世界最小の劇団を立ち上げ活動中。

## 出演

### テレビ
- 朝の連続テレビ小説『かりん』（NHK）　1993年
- 運命警察（2022年8月31日、テレビ東京）最終話 - 田辺日太（本人役）

### 舞台
ダブルエッジの作品
- 才能の巣
- 迷宮の女王
- エクストリームマン・ショウ！
- 俺の世界
- HAPPY DAY DREAM
- 今はまだ檻の中
- タイムコマンダー３
- 幻想法廷
- TVキングダム
- 言ってはならない2，3のことがら
- Save Myself

外部出演代表作
- 輪廻くん　　2001年
- 解散ショウ　　2010年
- 空飛ぶ隣人　　2008年
- ダブルブッキング2008年
- Waiting for the sun 天気待ち　　2007年
- 龍　TATSU　　2001年

### ラジオ
- 青春アドベンチャー 『見習い魔女にご用心』 (NHK-FM) 2001年

### 映画
- ラストサムライ　　2003年
- 娘道成寺　蛇炎の恋　　2004年
- ラーメンガール　　2009年
- 屍病汚染　DEAD RISING　　2010年